# Leptotarsus (Longurio) exemptus
Leptotarsus (Longurio) exemptus is een tweevleugelige uit de familie langpootmuggen (Tipulidae). De soort komt voor in het Neotropisch gebied.